# Gambusia alvarezi
El guayacón de San Gregorio (Gambusia alvarezi) es un pez dulceacuícola endémico de la cuenca del río Conchos en el estado de Chihuahua. 

## Clasificación y descripción
Es un pez de la familia Poeciliidae del orden Cyprinodontiformes. Es un pez pequeño que alcanza una talla máxima de 38 mm de longitud patrón.  Su coloración es amarillenta – anaranjado con un poco de iridiscencia azul en el cuerpo. Presentan manchas negras irregulares en la porción superior de los costados; su vientre es amarillento y la aleta dorsal tiene una banda negra en el margen. Los machos suelen presentar una coloración más grisácea, aunque algunos machos alfa pueden ser de color amarillo intenso. Los machos pueden alcanzar los 3 cm de longitud total.

## Distribución
Se distribuye en el manantial y afluente de El Ojo de San Gregorio, unos 65 km al oeste de Jiménez, Chihuahua y unos 19.2 km al este-noreste de Parral, afluente del río Parral en la cuenca del Río Conchos, Chihuahua.

## Ambiente
El guayacón de San Gregorio habita en un manantial de agua clara y su efluente, ambos de aguas cálidas (31 °C) y poca profundidad (menor de 0.5 m) y con corriente de ligera a fuerte. Este pez suele congregarse en sitios de vegetación abundante y corrientes.

## Estado de conservación
Se desconoce el estado de conservación de esta especie. Este pez endémico se encuentra enlistado en la Norma Oficial Mexicana 059 (NOM-059-SEMARNAT-2010) como especie en Peligro de Extinción (P). En la Lista Roja de la Unión Internacional para la Conservación de la Naturaleza (UICN) se encuentra considerada como Vulnerable (VU).